# Центральний комітет Комуністичної партії України
Центральний комітет Комуністичної партії України — найвищий керівний колективний орган Комуністичної партії України. Діяв під керівництвом ЦК КПРС.

## Структура
До його складу, що обирався на з'їзді КПУ, входили члени і кандидати в члени ЦК. У періоди між з'їздами компартії, ЦК керував партійною організацією УРСР, спрямовував і перевіряв діяльність обласних, міських, районних партійних організацій, систематично заслуховував звіти партійних комітетів і первинних організацій партії.
У своїй діяльності ЦК керувався Програмою і Статутом КПРС, проводив у межах УРСР всю роботу щодо здійснення політики КПРС. Згідно з Статутом КПРС, пленарні засідання ЦК КПУ скликалися не рідше одного разу на чотири місяці.
ЦК обирав Політбюро для керівництва роботою республіканського підрозділу КПРС між пленумами ЦК; для керівництва поточною роботою і організації перевірок створював Секретаріат.
Також до повноважень ЦК було скликання чергових та позачергових з'їздів, конференцій тощо.

## Розташування
ЦК КПУ знаходився по вулиці Орджонікідзе, 11, де наразі розташована Будівля Офісу Президента України.